# Zokirjon Furqat
Zokirjon Xolmuhammad oʻgʻli Furqat (kyrillisch Зокиржон Холмуҳаммад ўғли Фурқат; russisch Закирджан Фуркат Sakirdschan Furkat; auch Zakir Jan; * 1858; † 1909) war ein usbekischer frühdschadidistischer, spättschagataischer Schriftsteller und Lyriker aus dem Ferghanatal.

## Leben
Furqats Vater, der Mulla Xolmuhammad, war ebenso wie Furqat selbst ein Poet. Furqat begann jung den Koran, weitere religiöse Texte, Werke von Hafis, Nawā'i und Fuzūlī zu lesen und beendete seine Ausbildung im Alter von elf Jahren. In seinem weiteren Leben studierte er russische Literatur, übersetzte Werke aus dem Persischen und Russischen in Turksprachen und schrieb Gedichte und eine Kurzgeschichte. 1891 besuchte er auf Einladung von Nikolaj Petrowitsch Ostroumow ein russisches Gymnasium und ein Theater in Taschkent und schrieb darüber Gedichte. Noch im selben Jahr verließ er Turkestan um durch Istanbul, Griechenland, Bulgarien, Ägypten, Arabien und Indien zu reisen und blieb dabei mit Ostroumow in Kontakt.
Furqat war von der russischen Kultur und westlichen Musik fasziniert und rief die Usbeken dazu auf, sich genau mit den russischen Sitten zu beschäftigen. In besonderer Weise war er vom russischen Theater angetan, das – im Gegensatz zum usbekischen Volksschauspiel – nicht nur belustigend war, sondern auch belehrende Elemente in sich birgt.
Furqat verfasste eine Autobiographie, die wesentliche Informationen über die Literatenzirkel vom Ende des 19. Jahrhunderts beinhaltet. Er leistete einen Beitrag zur Entwicklung des usbekischen sozialistischen Realismus. Die Große Sowjetische Enzyklopädie bezeichnet Furqat neben Muqimiy, der ein Zeitgenosse und Freund Furqats war, Zavqiy, Avaz Oʻtar oʻgʻli und Hamza als einen herausragenden Repräsentanten der usbekischen demokratischen Literatur.